# Kenji Nagai
Kenji Nagai (長井 健司) (født 27. august 1957, død 27. september 2007) var en japansk fotograf og journalist, der døde under opstanden i Burma 2007. Nagai blev skudt af soldater fra militærjuntaen. Han blev henrettet fordi militærjuntaen ikke ville have at folk tog billeder af opstanden. Mens han lå såret på jorden fortsatte han med at tage billeder, dog døde han til sidst, da han fik et skud i brystet. Nagai var det eneste udenlandske offer under opstanden.